# Västsaharas premiärminister
Västsaharas premiärminister är regeringschef i Sahariska arabiska demokratiska republiken (SADR), det vill säga i Västsaharas exilregering.
Den västsahariska republiken utropades den 27 februari 1976, dagen efter de spanska trupperna lämnat den tidigare kolonin. Förenta nationerna hade sedan tidigare krävt att området skulle avkoloniseras och därmed överlämnas till västsaharierna, men det blev istället till största delen ockuperat av Marocko och Mauretanien, med början redan 1975, i strid mot folkrätten. Ungefär två tredjedelar av Västsahara är idag fortfarande ockuperat, av Marocko, och exilregeringen är förlagd till de västsahariska flyktinglägren i Tindouf i Algeriet.
Sedan 13 januari 2021 är Bushraya Hamudi Bayun premiärminister.

## Premiärministrar i Västsahara (SADR)
- 1976–1982 – Mohamed Lamine Ould Ahmed[2]
- 1982–1985 – Mahfud Ali Beiba[2]
- 1985–1988 – Mohamed Lamine Ould Ahmed[2]
- 1988–1993 – Mahfoud Ali Beiba[2]
- 1993–1995 – Bushraya Hamudi Bayun[3]
- 1995–1999 – Mahfoud Ali Beiba[2]
- 1999–2003 – Buchraya Hamudi Bayun[4]
- 2003–2018  – Abdelkader Taleb Oumar[5][6]
- 2018–2020 – Mohamed Wali Akeik[7]
- 2020– nuv. – Bushraya Hamudi Bayun[1]